# Bohdan Stupka
Bohdan Stupka (ukrainska: Богдан Ступка), född 27 augusti 1941 i Ukrainska SSR, Sovjetunionen död 22 juli 2012 i Kiev, Ukraina, var en ukrainsk skådespelare. Han räknas som en av de främsta skådespelarna i Ukraina. Stupka var även Ukrainas kulturminister från 1991 till 2000.

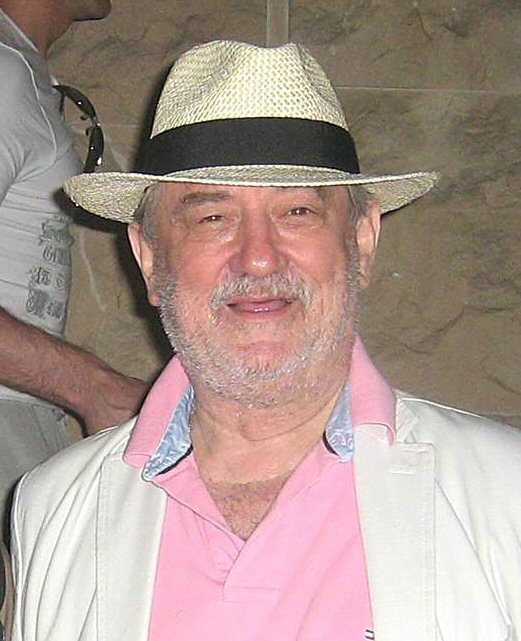
Bohdan Stupka

## Utmärkelser
- Förtjänstfull konstnär i Ukrainska SSR,  1976
- Sovjetunionens statliga pris,  1980
- Folkets konstnär i Ukrainska SSR,  1980
- Folkets artist i Sovjetunionen,  28 januari 1991
- Ukrainas nationalpris Sjevtjenko,  1993
- Ukrainas presidents hederstecken,  1994
- Förtjänstorden, andra graden,  1999
- Förtjänstorden, första rangen,  2001
- Ärans orden,  2001
- Ryska vänskapsorden,  2001
- Kristallturandot,  2001
- Nika,  2004
- Guldörnen,  2004
- Femte klass av Jaroslav den vises orden,  2006
- Triumfpriset,  2006
- Guldörnen,  2009
- Fjärde klass av Jaroslav den vises orden,  2010
- Ukrainas hjälte, statlig orden,  23 augusti 2011[4]
- Ärans orden,  25 augusti 2011
- Ukrainas statliga Dozjenkopris,  2012
- Guldörnen,  2012
- Republiken Polens förtjänstorden
- Ukrainas hjälte
- Décoration de la république autonome de Crimée
- Officerskors av Republiken Polens förtjänstorden
- Hedersmedborgare i Kiev

[Redigera Wikidata]